# Захід розколу (фільм, 1934)
«Захід розколу» (англ. West of the Divide) — вестерн 1934 року режисера Роберта Н. Бредбері. У головних ролях знялись Джон Вейн, Якіма Канутт та Джордж «Габбі» Гейес.

## Сюжет
Тед Гейден (Джон Вейн) вдає себе за вже померлого вбивцю Гета Ганнса, щоб дізнатися хто вбив його батька та знайти загубленого молодшого брата.

## У ролях
- Джон Вейн — Тед Гейден
- Вірджинія Браун Фейр — Фей Вінтерс
- Джордж «Габбі» Гейес — Дасті Роудс
- Ллойд Вітлок — містер Джентрі
- Якіма Канутт — Генк
- Лейф Маккі — містер Вінтерс
- Біллі О'Брайен — Спадс
- Дік Дікінсон — Джо
- Ерл Двайр — шериф